# Nino (prénom)
Pour les articles homonymes, voir Nino.
Nino est un prénom, tantôt masculin (principalement en Italie), tantôt féminin (en Géorgie). Il est fêté le 15 décembre. 

## Origine et étymologie
Nino est un prénom d'origine italienne, diminutif d'autres prénoms plus longs, comme Agostino, Antonino ou Giovanni. Il pourrait aussi être issu du mot espagnol niño, signifiant « petit garçon ».
Le prénom est attribué en France à partir du début du XXe siècle, mais sa popularité augmente fortement au début des années 2000.

## Porteurs du prénom
Sous sa forme masculine, il est porté, entre autres, par :
- Nino Baragli (1925-2013), monteur italien ;
- Nino Bravo (1944-1973), chanteur espagnol ;
- Nino Farina (1906-1966), pilote automobile italien ;
- Nino Ferrer (1934-1998), chanteur français ;
- Nino Manfredi (1921-2004), acteur et réalisateur italien ;
- Nino Pekarić (né en 1982), footballeur serbe ;
- Nino Rota (1911-1979), compositeur italien ;
- Nino Sanzogno (1911-1983), chef d'orchestre italien ;
- Nino Staffieri (1931-2018), évêque catholique italien ;
- Nino Vaccarella (1933-2021), pilote automobile italien ;
- Nino Tempo (1935-2025), acteur et chanteur américain ;
- Nino Vella (1992-2024), compositeur, pianiste, chanteur et producteur français.

En Géorgie, des femmes se prénomment Nino (en hommage notamment à Nino de Géorgie), par exemple :
- Nino Batsiachvili (née en 1987), joueuse d'échecs ;
- Nino Bourdjanadze (née en 1964), femme politique ;
- Nino Dadechkéliani (1890-1931), écrivaine ;
- Nino Katamadzé (née en 1972), chanteuse ;
- Nino Khourtsidzé (1975-2018), joueuse d'échecs ;
- Nino Kirtadzé (née en 1968), journaliste et réalisatrice ;
- Nino Machaidze (née en 1983), soprano ;
- Nino Maisuradze (née en 1982), joueuse d'échecs ;
- Nino Salukvadze (née en 1969), tireuse sportive.